# HomeRF
HomeRF est une spécification de réseau sans fil (Shared Wireless Access Protocol-SWAP) permettant à des périphériques domestiques d´échanger des données entre eux.
Elle a été mise au point par le HomeRF Working Group, un groupe de sociétés actives dans le réseau sans fil incluant Siemens, Motorola et plus de cent autres sociétés. Le groupe a été dissous en janvier 2003 lorsque la norme Wi-Fi IEEE 802.11 est devenue disponible pour des usages domestiques et que Microsoft a choisi d´intégrer Bluetooth, concurrent direct de HomeRF, dans ses systèmes d´exploitation Windows, ce qui provoqua le déclin, puis l´abandon de cette spécification. 
HomeRF utilisait la technique du frequency-hopping spread spectrum dans la bande de fréquences de 2,4 GHz avec un débit maximum de 10 Mbit par seconde. La distance maximum entre deux points d´accès était de 50 mètres. Elle permettait d´échanger à la fois des signaux provenant de téléphones traditionnels et des données numériques, permettant par exemple aux ordinateurs portables et aux téléphones portables d´utiliser la même bande passante.